# Miglio (araldica)
In araldica la pianta di miglio simboleggia la conservazione e la durata sia della famiglia che del potere.

Pianta di miglio con due pannocchie (stemma di Floridia)
Cotissa attraversata da una pianta di miglio (Panchià)
Tre piante di miglio d'oro, fruttate dello stesso (Miagliano)
Due piante di miglio, addossate, fustate e fogliate d'oro (Millas, Francia)